# Бранко Шкундрић
Бранко Шкундрић (Сарајево, 10. фебруар 1934) српски је хемичар, професор Технолошког факултета Универзитета у Бањалуци и члан Академије наука и умјетности Републике Српске.

## Биографија
Рођен је 1934. у Сарајеву. Основну школу и реалну гимназију завршио је у родном граду. На Филозофском факултету у Сарајеву (Група хемија) дипломирао је 1958. године.
Након тога изабран је за асистента на предмету Физичка хемија. Докторску дисертацију одбранио је 1964. на Природноматематичком факултету у Сарајеву. Исте године изабран је у звање доцента на предмету Физичка хемија. На Хемијскотехнолошком одсеку Техничког факултета у Бањој Луци током 1968-1969. године хонорарно је предавао Физичку хемију.
Током 1969. године три месеца боравио је на Imperial College-u у Лондону. Постдокторске студије обавио је на Хемијском одсеку Универзитета у Единбургу.
Године 1973. изабран је за ванредног, а 1982. за редовног професора за предмет Физичка хемија.
Учествовао је у извођењу постдипломске наставе на универзитетима у Сарајеву, Тузли и Бањој Луци.
Један је од чланова савјета и истраживачког тима Урбанистичког завода Републике Српске, и учесник израде Просторног плана Републике Српске до 2015. године. Професор је физичке хемије на Технолошком факултету Универзитета у Бањалуци. Био је члан Почасног одбора Савјетовања хемичара и технолога Републике Српске 2010, и организационог одбора Научног скупа „Идеје Николе Тесле“ Академије наука и умјетности Републике Српске 2009. године. Дописни члан Академије наука и умјетности Републике Српске је постао 27. јуна 1997, а редовни 21. јуна 2004. године. Члан је Одјељење природно-математичких и техничких наука Академије.
Уређивао је, до одласка у пензију, часопис „Гласник хемичара и технолога Републике Српске”. Један је од иницијатора организовања Савјетовања хемичара и технолога БиХ, које је после рата 1992–1995. прерасло у Савјетовање хемичара и технолога Републике Српске.
Објавио је шест књига (уџбеника), преко 160 научних радова и излагао је реферате на бројним научним скуповима. Под његовим менторством одбрањене су четири докторске дисертације и неколико магистарских теза. Био је носилац осам научноистраживачких пројеката.

## Одабрана дела
- Збирка задатака из физичке хемије (коаутор), Сарајево 1991.[2]
- Стехиометрија I (коаутор), Бања Лука 1997.[2]
- Лабораторијске вјежбе из физичке хемије (коаутор), Бања Лука 1997.[2]
- Стехиометрија (коаутор), друго, проширено издање, Бања Лука 2000.[2]
- Основи хемијске термодинамике, Бања Лука 2006.[2]
- Стехиометрија II (коаутор), Бања Лука 2009.[2]